# Eduardo Luis del Palacio
Eduardo Luis del Palacio Fontán (Paniza, 19 de mayo de 1872-Madrid, abril de 1969) fue un poeta, autor y profesor español, galardonado en 1929 con el Premio Fastenrath.

## Biografía
Hijo del académico Manuel de Palacio, fue catedrático de francés en el Instituto Cardenal Cisneros de Madrid (antes de Orense y Logroño) donde sustituyó a Fernando Araujo Gómez, y profesor de la Escuela Oficial de Idiomas. Fue autor de varias obras poéticas como Estelas y horizontes, Clepsidra o Espuma, con la que ganó el Premio Fastenrath; también incursionó en la dramaturgia con obras en verso como Los hermanos de Bethania, estrenada por la compañía de María Guerrero o La española Cabarrús. Además fue autor de un estudio sobre la obra de Gustavo Adolfo Bécquer bajo el título Pasión y gloria de Gustavo Adolfo. Miembro del Ateneo de Madrid desde 1939, fue nombrado socio de honor del mismo en 1963.